# Félix de Sevilla
Félix de Sevilla o Félix de Toledo (? - c. 700), fue obispo de Sevilla de finales del siglo VII. 
La Iglesia católica conmemora su celebración el 2 de mayo. 

## Biografía
En el año 693, por petición del rey visigodo Égica, reemplazó al arzobispo Sisberto de Toledo quien había conspirado gravemente contra el rey y la reina buscando el asesinato de ambos, apoyando con ello las revueltas del noble rebelde Suniefredo en los años (692/693). El XVI Concilio de Toledo celebrado el 2 de abril de 693 le confirmó como arzobispo de la sede toledana.
Dejó escrita una breve biografía de su antecesor en la sede toledana San Julián, Vita sancti Iuliani, que incluye una relación de las obras escritas por este.
| Predecesor: Floresindo | Arzobispo de Sevilla c. 688 – 693 | Sucesor: Faustino  |
| Predecesor: Sisberto   | Arzobispo de Toledo 693 – 700     | Sucesor: Gunderico |